# José Ruiz (beisbolista)
José Rafael Ruiz (Guacara, Venezuela, 21 de octubre de 1994), más conocido como José Ruiz, es un jugador profesional venezolano de béisbol que se desempeña en la posición de lanzador en Philadelphia Phillies, equipo de las Grandes Ligas de Béisbol (MLB).

## Carrera
Ruiz hizo su debut en la MLB con el equipo San Diego Padres, en el cual jugó una temporada (2017), después pasó a Chicago White Sox (2018-2023), luego a Arizona Diamondbacks (2023), posteriormente a Philadelphia Phillies, donde lleva jugando una temporada.